# Punta Ramiere
Punta Ramiere (Fr. Bric Froid) – szczyt w Alpach Kotyjskich, części Alp Zachodnich. Leży na granicy między Włochami (region Piemont) a Francją (Alpy Wysokie). Szczyt można zdobyć drogą z miejscowości Cesana Torinese w dolinie Valle Argentera. Szczyt ten jest bardzo dobrym punktem widokowym; ze szczytu widać między innymi widać takie szczyty jak Mont Blanc, Ortler, Piz Bernina, Gran Paradiso i Dufourspitze.